# Atrotorquata lineata
Atrotorquata lineata är en svampart som beskrevs av Kohlm. & Volkm.-Kohlm. 1993. Atrotorquata lineata ingår i släktet Atrotorquata och familjen Cainiaceae.   Inga underarter finns listade i Catalogue of Life.